# Грем Сміт
Грем Сміт  (англ. Graeme Smith, 31 березня 1976) — британський плавець, олімпійський медаліст.

## Виступи на Олімпіадах
| Олімпіада    | Дисципліна                             | Місце |
| ------------ | -------------------------------------- | ----- |
| Атланта 1996 | плавання на 1500 метрів вільним стилем | 3     |
| Афіни 2004   | плавання на 400 метрів вільним стилем  | 20    |
| Афіни 2004   | плавання на 1500 метрів вільним стилем | 6     |